# Краллер, Мануэла
Мануэла Краллер (нем. Manuela Kraller, род. 1 августа 1981, Айнринг, Бавария) — немецкая певица, бывшая вокалистка симфоник-метал-группы Xandria. Экс-вокалистка Haggard и Nagor Mar.

## Музыкальная карьера
Моя музыкальная жизнь началась очень поздно, в возрасте 23 лет. В хоре в Финляндии я открыла для себя пение и с тех пор это стало моей страстью. Я начала брать уроки классического пения, пела в церкви и хорах Евангелие и вскоре меня пригласили быть солисткой в хоре, на церковных и частных службах.
Но так как я выросла на метал- и рок-музыке, я скоро захотела объединить её с моим классическим вокалом. Итак, я начала петь рок- и метал-песни с другом и впервые написала свою собственную песню.
Вскоре после этого я присоединилась к метал группе под названием «Nagor Mar» (Швейцария), и я также стала певицей в немецкой группе «Haggard», где у меня был большой опыт на сцене и на гастролях.
А сейчас для меня началась «новая эра» и я очень рада, что я — новая вокалистка Xandria!"
Оригинальный текст (англ.)My musical life started very late, at the age of 23. In a choir in Finland I discovered singing for me and since then it became my passion. I began to take classical singing lessons, sang in church and gospel choirs and soon I was asked to be a solo singer in choirs, at churchly and also at private occasions.

But as I have grown up with metal and rock music I soon wanted to combine it with my classical background. So I started singing rock and metal songs with a friend and also wrote own songs for the first time.
Soon after that I joined a metal band called „Nagor Mar“ (Switzerland) and I also became a singer in the German band „Haggard“, where I had great experiences on stage and on tour.

And now a „new age“ has begun for me and I am very pleased to be the new singer of Xandria!
— Мануэла Краллер

## Дискография

### Xandria
Студийные альбомы
- Neverworld's End (2012)

Синглы
- Valentine (2012)

Сотрудничество
- Behind the Black Veil (Dark Sarah) — Memories Fall (2015)